# Vitalij Chusejnovič Dogužijev
Vitalij Chusejnovič Dogužijev (rusky Виталий Хуссейнович Догужиев, * 25. prosince 1935 v Jenakijevě, Doněcké oblasti, Ukrajinské SSR, SSSR – 3. října 2016) byl sovětský politik, v 80. letech člen rady ministrů SSSR ve funkci ministra všeobecného strojírenství, ve které řídil raketový a kosmický průmysl, a poté náměstek a 1. náměstek předsedy rady ministrů (vlády) Sovětského svazu. Jako náměstek předsedy vlády stál v čele nově založené Státní komise pro mimořádné situace, zodpovědné za systém civilní obrany, řešení ekologických havárií, ale i sociálních konfliktů. Po rozpadu Sovětského svazu byl do roku 1996 generálním ředitelem Vojensko-průmyslové investiční společnosti. Od roku 1994 byl předsedou rady Prvního národního penzijního fondu.

## Život
Vitalij Dogužijev se narodil roku 1935 v Jenakijevu v Doněcké oblasti Ukrajinské SSR. Otec, Chusejn Pšekujevič byl adygejské národnosti, matka, Naděžda Ivanovna, pocházela z havířské rodiny. Od roku 1939 rodina žila v Dimitrovu, za války byl Vitalij s matkou a babičkou evakuován do Karagandy v Kazachstánu, vrátili se roku 1944. Po střední škole byl roku 1953 přijat na Dněpropetrovskou univerzitu, obor mechanika, specializace raketové motory.
Od roku 1958 pracoval v Zlatoustském strojírenském závodě, zprvu jako technolog, později konstruktér konstrukční kanceláře č.385, naposled vedoucí provozu. Roku 1967 byl (v jednatřiceti letech) jmenován ředitelem Usť-Katavského závodu vyrábějícího železniční vagóny a tramvaje, ale i raketové motory. Mladý ředitel se neomezil pouze na řízení podniku, ale použil prostředky závodu i ke zlepšení života obyvatel města – byla vybudována kanalizace, rekonstruována silniční síť, postavena tramvajová linka (pro cestující zdarma), budovány byty.
V lednu 1976 se vrátil do Zlatoustu, byl jmenován ředitelem Zlatoustského strojírenského závodu (a současně 1. zástupcem Viktora Makejeva, generálního konstruktéra SKB-385). V té době se konstrukční kancelář a závod soustředily na vytvoření první sovětské mezikontinentální balistické střely na tuhé pohonné hmoty odpalované z ponorek, tato raketa – R-39 – byla úspěšně vyzkoušena a přijata do výzbroje roku 1983.
V červnu 1983 Vitalij Dogužijev povýšil na funkci náměstka ministra všeobecného strojírenství. Zodpovědný byl za konstrukci a výrobu raketových motorů a námořních raket. Roku 1987 byl jmenován 1. náměstkem ministra a převzal řízení programu Eněrgija-Buran. V březnu 1988 se stal ministrem všeobecného strojírenství. Ministrem byl Dogužijev krátce, vrcholem jeho práce byl v listopadu 1988 start rakety Eněrgija, která vynesla na oběžnou dráhu raketoplán Buran v bezpilotním režimu.
V červenci 1989 se stal náměstkem (od února 1991 prvním náměstkem) předsedy rady ministrů (tj. vlády) a předsedou nově založené „Státní komise pro mimořádné situace“, zodpovědné za systém civilní obrany, řešení ekologických havárií, ale i sociálních konfliktů. Aparát komise byl po rozpadu Sovětského svazu převzat Ruskem, dnes funguje jako Ministerstvo pro mimořádné situace.
V listopadu 1991 odešel z vládních úřadů, stal se generálním ředitelem Vojensko-průmyslové investiční společnosti (do roku 1996). Roku 1992 se podílel na založení Prvního národního penzijního fondu, prvního nestátního fondu ve své kategorii. Od roku 1994 byl předsedou rady fondu.